# BOOTLEG!!
『BOOTLEG!!』（ブートレッグ）は、1991年6月21日に発売されたDe-LAXのアルバム。通算1枚目のライブ・アルバムである。発売元はフォーライフ・レコード。

## 概要
- De-LAXとしては初のライブ・アルバムで、De-LAXのアルバム作品としては、前作『KINGDOM』から、11か月ぶりのリリースとなった。
- 50,000枚限定で発売された。
- ジャケットのイラストは榊原秀樹、インナーは宙也がそれぞれ手がけたもの。
- 9か所18公演を行ったライブツアー『De-LAX "CLUB KINGDOM"』のうち、1991年3月3日の日清パワーステーション公演のライブの音源が収録された。

## 今ツアーのライブ会場
- 太文字が今回音源化されたライブである。

| 開催日時 | 会場                                                     |
| -------- | -------------------------------------------------------- |
| 2月21日  | 福岡ビブレホール                                         |
| 2月22日  | 京都ミューズホール                                       |
| 2月24日  | 名古屋ボトムライン                                       |
| 2月27日  | 仙台CADホール                                            |
| 3月1日   | 日清パワーステーション                                   |
| 3月2日   | 日清パワーステーション                                   |
| 3月3日   | 日清パワーステーション                                   |
| 3月4日   | 日清パワーステーション                                   |
| 3月6日   | 札幌ペニーレイン24                                       |
| 6月20日  | De-LAX CHANGE COSTUME at 3×3 GIGS 新宿LOFT 3DAYS         |
| 6月21日  | De-LAX CHANGE COSTUME at 3×3 GIGS 新宿LOFT 3DAYS         |
| 6月22日  | De-LAX CHANGE COSTUME at 3×3 GIGS 新宿LOFT 3DAYS         |
| 7月20日  | De-LAX CHANGE COSTUME at 3×3 GIGS 後楽園ホール 3DAYS     |
| 7月21日  | De-LAX CHANGE COSTUME at 3×3 GIGS 後楽園ホール 3DAYS     |
| 7月22日  | De-LAX CHANGE COSTUME at 3×3 GIGS 後楽園ホール 3DAYS     |
| 8月19日  | De-LAX CHANGE COSTUME at 3×3 GIGS 川崎クラブチッタ 3DAYS |
| 8月20日  | De-LAX CHANGE COSTUME at 3×3 GIGS 川崎クラブチッタ 3DAYS |
| 8月21日  | De-LAX CHANGE COSTUME at 3×3 GIGS 川崎クラブチッタ 3DAYS |

## 収録曲
| #         | タイトル                                                                                  | 作詞  | 作曲・編曲 | 時間  |
| --------- | ----------------------------------------------------------------------------------------- | ----- | ---------- | ----- |
| 1.        | 「LIVE SCENE 1」(全部で10曲演奏されている。)                                              |       |            | 44:10 |
| 2.        | 「LIVE SCENE 2」(全部で3曲演奏されている (うち2曲はアコースティックバージョンでの演奏)。) |       |            | 12:36 |
| 3.        | 「LIVE SCENE 3」(全部で3曲演奏されている。)                                               |       |            | 10:16 |
| 4.        | 「LIVE SCENE 4」(1曲のみ演奏されている (もう1曲はインストゥルメンタル)。)                 |       |            | 8:10  |
| 合計時間: | 合計時間:                                                                                 | 75:12 |            |       |

## 曲解説
1. LIVE SCENE 1 (44:10)
  - LIVE SCENE 1の収録曲は以下の通り。4曲目の「FREE WORLD」と5曲目の「GOD IN THE MIRROR」と8曲目の「MIDNIGHT RIPPER」は、共にアルバム初収録。「MIDNIGHT RIPPER」は、音源自体がベストアルバム『"20th Anniversary Premium Collection"』にそのまま収録されている。

0:04-4:04 「ISOLATION」 3rdアルバム『KINGDOM』収録
4:05-7:59 「GLOBAL STREET」 4thシングルの表題曲
8:02-13:27 「WORLD'S END -世界の果て-」 3rdアルバム『KINGDOM』収録
13:30-17:13 「FREE WORLD」 ビデオ・クリップ集『"KINGDOM"』及び、ベストアルバム『THE STORY OF De+LAX 1988-1992 5Years×5Lives』収録
17:15-21:10 「GOD IN THE MIRROR」 4thシングル「GLOBAL STREET」のカップリング
21:13-25:46 「DEEP INSANITY -25時の狂気-」 3rdアルバム『KINGDOM』収録
25:51-32:00 「SPIRITS A GO-GO」 2ndアルバム『NEUROMANCER』収録
32:00-35:11 「MIDNIGHT RIPPER」 ベストアルバム『"20th Anniversary Premium Collection"』収録
35:14-39:23 「REVOLUTION -永遠の薔薇-」 3rdアルバム『KINGDOM』収録
39:24-44:40 「WAR DANCE」 サンプルカットシングル
2. LIVE SCENE 2 (12:36)
  - LIVE SCENE 2の収録曲は以下の通り。1曲目の「DAYDREAM」と2曲目の「WEEKEND」は、アコースティックバージョンで収録されている。1曲目の「DAYDREAM」のアコースティックバージョンはアルバム初収録。2曲目の「WEEKEND」と3曲目の「JERUSALEM -DESERTED VERSION-」はアルバム初収録。「JERUSALEM -DESERTED VERSION-」は、音源自体がベストアルバム『"20th Anniversary Premium Collection"』にそのまま収録されている。

0:00-4:04 「DAYDREAM」 2ndアルバム『NEUROMANCER』収録
4:17-7:59 「WEEKEND」 2ndシングル「NEUROMANCER」のカップリング
8:05-12:17 「JERUSALEM -DESERTED VERSION-」 ビデオ・クリップ集『"KINGDOM"』及び、ベストアルバム『"20th Anniversary Premium Collection"』収録
3. LIVE SCENE 3 (10:16)
  - LIVE SCENE 3の収録曲は以下の通り。2曲目の「CRAZY BOY」はアルバム初収録。

0:21-3:36 「NEUROMANCER」 2ndシングルの表題曲
3:43-6:44 「CRAZY BOY」 3rdシングル「CANDY」のカップリング
6:46-10:16 「BLUE HEART LOVER」 1stアルバム『SENSATION』収録
4. LIVE SCENE 4 (8:10)
  - LIVE SCENE 4の収録曲は以下の通り。

0:00 - 2:21 「ATOMIC DRUMS'SOLO」このアルバムのみの収録
3:00 - 6:22 「SENSATION」 1stアルバム『SENSATION』収録

## 収録ベストアルバム
- "20th Anniversary Premium Collection" (MIDNIGHT RIPPER、JERUSALEM -DESERTED VERSION-)